# Piotr Zhijarev
Piotr Zhijarev (9 de octubre de 1999) es un deportista de Rusia que compite en natación. Ganó una medalla de bronce en el Campeonato Mundial Junior de Natación de 2017, en la prueba de 4 × 200 m libre.